# Eramoscorpius brucensis
Eramoscorpius
Genre
Espèce
Eramoscorpius brucensis, unique représentant du genre Eramoscorpius, est une espèce fossile de scorpions à l'appartenance familiale incertaine.

## Distribution
Cette espèce a été découverte dans la péninsule Bruce en Ontario au Canada. Elle date du Silurien.

## Étymologie
Son nom d'espèce, composé de bruc[e] et du suffixe latin -ensis, « qui vit dans, qui habite », lui a été donné en référence au lieu de sa découverte, la péninsule Bruce.

## Publication originale
- Waddington, Rudkin & Dunlop, 2015 : « A new mid-Silurian aquatic scorpion—one step closer to land? » Biology Lettersa, vol. 11, p. 20140815.